# Pocobletus versicolor
Espèce
Synonymes
- Exechopsis versicolor Millidge, 1991

Pocobletus versicolor est une espèce d'araignées aranéomorphes de la famille des Linyphiidae.

## Distribution
Cette espèce se rencontre en Équateur et en Colombie.

## Description
Les mâles mesurent de 1,45 à 1,80 mm.

## Systématique et taxinomie
Cette espèce a été décrite sous le protonyme Exechopsis versicolor par Millidge en 1991. Elle est placée dans le genre Pocobletus par Silva-Moreira et Hormiga en 2021.

## Publication originale
- Millidge, 1991 : « Further linyphiid spiders (Araneae) from South America. » Bulletin of the American Museum of Natural History, no 205, p. 1-199 (texte intégral).